# Rock Point (Oregon)
Rock Point az Amerikai Egyesült Államok északnyugati részén, Oregon állam Jackson megyéjében, az Interstate 5 és az Oregon Route 99 csomópontja közelében elhelyezkedő önkormányzat nélküli település.
Nevét a térség szikláiról kapta; a helységet a telepesek „sziklás pontnak” és Dardanellesnek hívták. Dardanelles 1852. október 19-én megnyílt postájának első vezetője William G. T’Vault volt, aki a közeli folyó déli partján élt.
A 19. században fontos megállóhely volt. Az 1870-es években épült kocsma ma is áll. A posta 1859 és 1912 között működött. Az OR 99 hídja 1919-ben épült.

## Fordítás
- Ez a szócikk részben vagy egészben  a   Rock Point, Oregon című angol Wikipédia-szócikk ezen változatának fordításán alapul.  Az eredeti cikk szerkesztőit annak laptörténete sorolja fel. Ez a jelzés csupán a megfogalmazás eredetét és a szerzői jogokat jelzi, nem szolgál a cikkben szereplő információk forrásmegjelöléseként.